# 畑中佳樹
畑中 佳樹（はたなか よしき、1958年3月 - ）は、日本のアメリカ文学者、映画評論家、翻訳家。東京学芸大学教授。

## 来歴
茨城県生まれ。茨城県立水戸第一高等学校を経て1977年千葉大学に入学。1981年千葉大学人文学部英文科卒業。1981年東京大学大学院人文科学研究科に入学。1984年東京大学大学院人文科学研究科英文学修士課程修了。学生時代から、武藤康史、斎藤英治らと映画批評の同人誌『キップル』を始め、映画評論で活躍。1986年秋より東京学芸大学に講師として着任。のち東京学芸大学助教授を経て教授。1984年から1987年にかけて雑誌『遊撃手』『Bug News』でテキストアドベンチャーゲームの評論を執筆。
小説家の村上春樹が1986年にジョン・アーヴィングの『熊を放つ』を翻訳する際、柴田元幸、畑中佳樹、上岡伸雄、斎藤英治、武藤康史の5人でチームを組んでバックアップした。

## 著書
- 『2000年のフィルムランナー - ほとばしる映画の光を追って』（フィルムアート社） 1987年3月
- 『誰もヒロインの名を知らない 映画の夢百夜』（筑摩書房） 1987年5月
- 『電子小説批評序説』(ビー・エヌ・エヌ） 1987年10月
- 『夢のあとで映画が始まる』(筑摩書房） 1991年9月
- 『英語の恋の味わい方 アメリカン・ラブソングの世界』（編著、筑摩書房、ラクーン英語読本） 1996年
- 『ブルースに囚われて - アメリカのルーツ音楽を探る』（飯野友幸編、共著、信山社） 2002年

## 翻訳
- 『モーテル・クロニクルズ』（サム・シェパード、筑摩書房） 1986年10月、のち文庫 1990年6月
- 『とっておきのアメリカ小説12篇 and Other Stories』（村上春樹,川本三郎,柴田元幸,斎藤英治共訳、文藝春秋） 1988年9月
- 『マリリンと友だち』（ノーマン・ロステン、文藝春秋） 1989年3月
- 『ホーボー列車に乗って アメリカ横断浮浪旅』(テッド・コノヴァー、筑摩書房） 1992年
- 『バディ・ボールデンを覚えているか』(マイケル・オンダーチェ、新潮社） 2000年
- 『明かりが消えて映画がはじまる ポーリン・ケイル映画評論集』（山田宏一監修、武藤康史,柴田元幸,斎藤英治共訳、草思社） 2003年